# Skelettbau

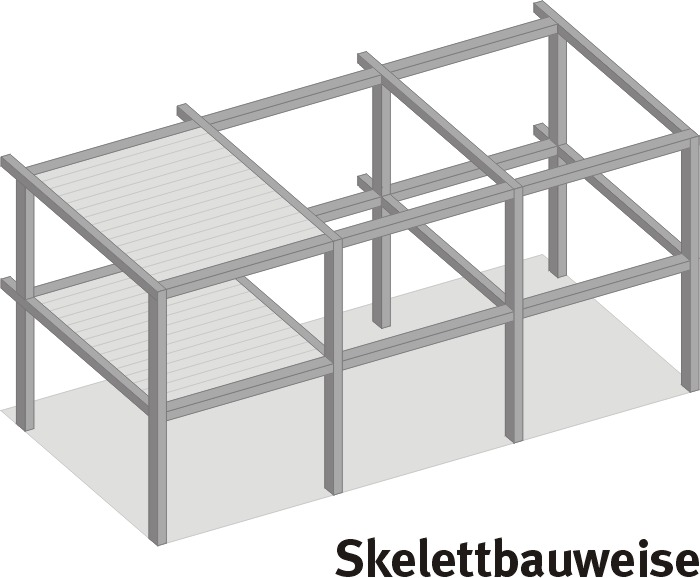
Schematische Darstellung der Skelettbauweise

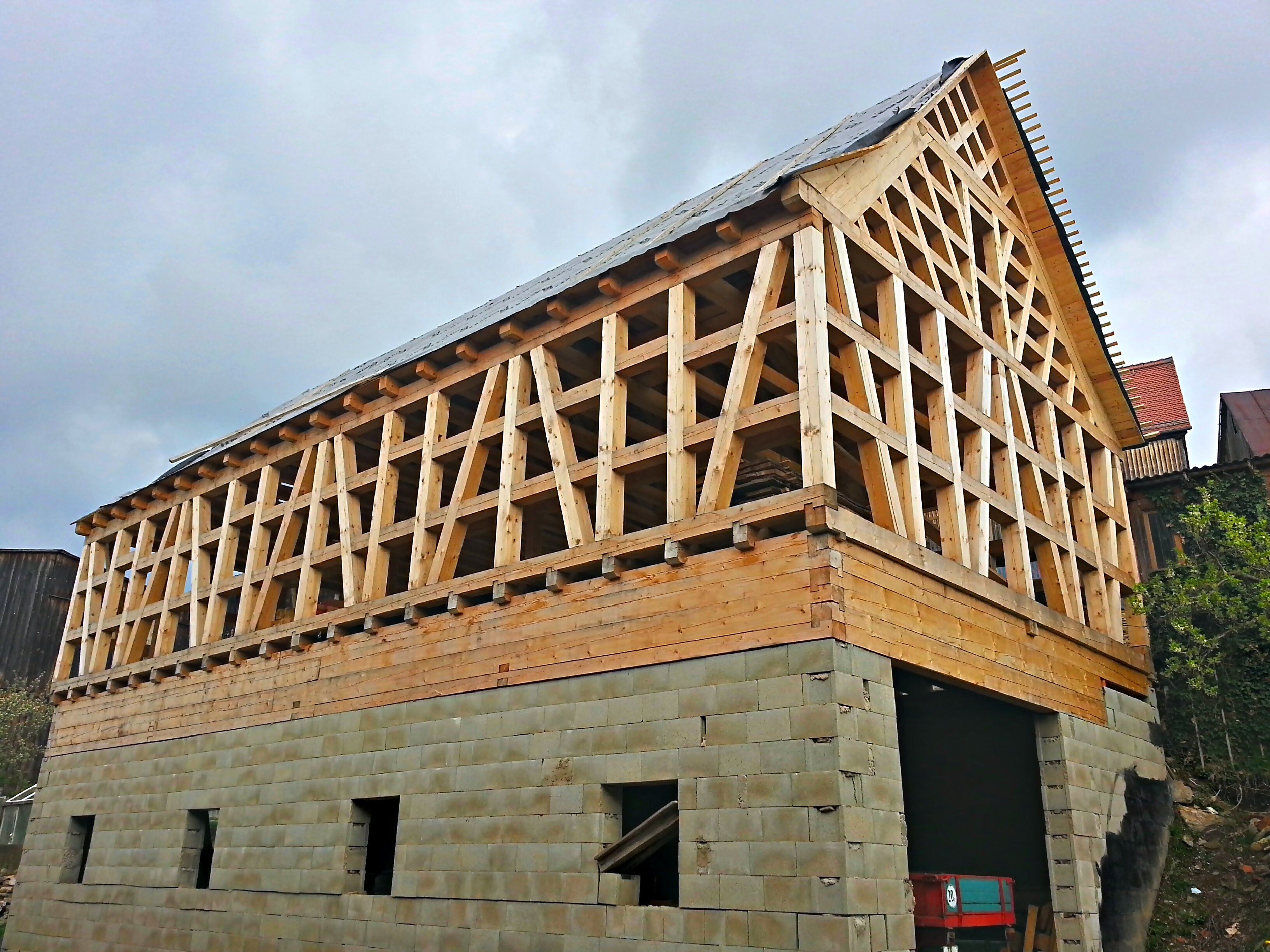
Rohbau eines Egerländer Fachwerkhauses Mai 2013

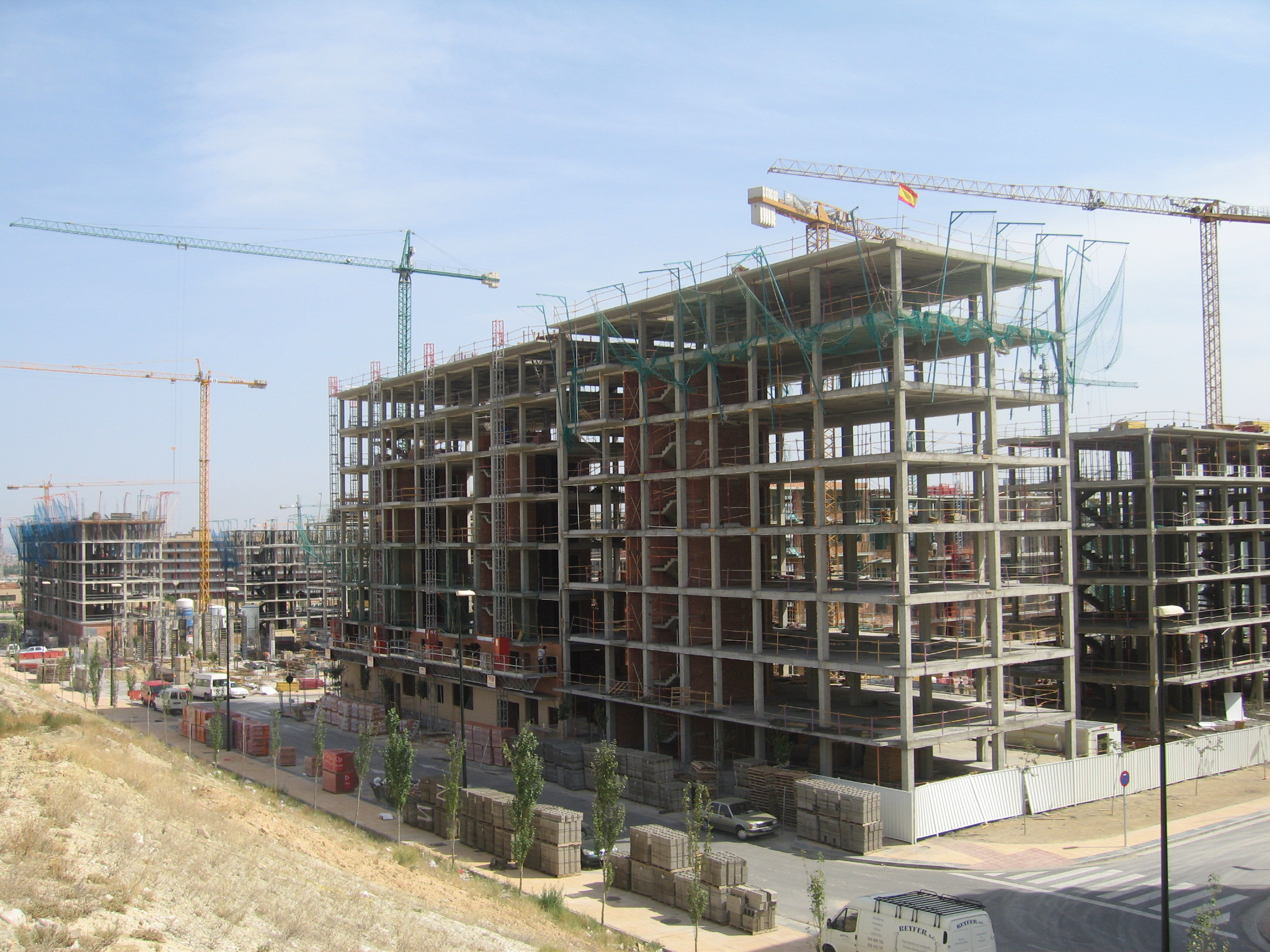
Stahlbeton-Skelettbau

Unter Skelettbau (gelegentlich auch Gerippebau genannt) versteht man in Architektur und Bauwesen eine Art des Tragwerks mit freiem Grundriss. Er ist den Leichtbauweisen zuzurechnen. Die traditionellen Funktionen der Wand als lastabtragendes und zugleich raumabschließendes Element sind beim Skelettbau voneinander entkoppelt, die Wand auf den Raumabschluss ohne statische Funktion reduziert. Im Gegensatz zum Massivbau werden die Lasten aus weiter oben angeordneten Bauteilen, z. B. Decken, weiteren Geschossen oder Dächern des Bauwerks beim Skelettbau überwiegend von Trägern (horizontal) und Stützen (vertikal) nach unten abgeleitet.
Der Raumabschluss wird als Teil des Innenausbaues durch leichte Trennwände hergestellt, die oft in Trockenbauweise ausgeführt werden. Bei einigen Arten des Fertigteilbaues wie dem Holzriegelbau werden die lastabtragenden Pfosten bereits in vorgefertigte Wandelemente integriert.
Typischerweise wird der Skelettbau ringsum mit einer Vorhangfassade bekleidet, die an dem aus Witterungsschutzgründen meist, aber nicht notwendigerweise, innenliegenden Tragwerk aufgehängt wird.

## Materialien und Bauweisen
Typische Baumaterialien des Skelettbaus sind
- Holz → Holzskelettbau / Holzfachwerk (Die Gefache stützen zwar etwas die einzelnen Balken, haben aber kaum austeifende Wirkung. Dafür sind zusätzliche diagonale Streben notwendig).
- Stahl → Stahlskelettbau
- Stahlbeton

Allesamt sind Materialien, die große Stützweiten überbrücken können und modular – also nicht massiv – zusammengesetzt werden können.